# Lourouer-Saint-Laurent
Lourouer-Saint-Laurent est une commune française située dans le département de l'Indre, en région Centre-Val de Loire.

## Géographie

### Localisation
La commune est située dans le sud-est du département, dans la région naturelle du Boischaut Sud.
Les communes limitrophes sont : Nohant-Vic (3 km), Montgivray (3 km), Verneuil-sur-Igneraie (4 km), Thevet-Saint-Julien (5 km) et Lacs (5 km).
Les communes chefs-lieux et préfectorales sont : La Châtre (5 km), Châteauroux (32 km), Issoudun (36 km) et Le Blanc (72 km).

### Hameaux et lieux-dits
Les hameaux et lieux-dits de la commune sont : Étaillé, Ars et les Blanchons.

### Géologie et hydrographie
La commune est classée en zone de sismicité 2, correspondant à une sismicité faible.

### Climat
Pour des articles plus généraux, voir Climat du Centre-Val de Loire et Climat de l'Indre.
En 2010, le climat de la commune est de type climat océanique dégradé des plaines du Centre et du Nord, selon une étude du CNRS s'appuyant sur une série de données couvrant la période 1971-2000. En 2020, Météo-France publie une typologie des climats de la France métropolitaine dans laquelle la commune est exposée à un climat océanique altéré et est dans la région climatique Ouest et nord-ouest du Massif Central, caractérisée par une pluviométrie annuelle de 900 à 1 500 mm, maximale en automne et en hiver.
Pour la période 1971-2000, la température annuelle moyenne est de 11,5 °C, avec une amplitude thermique annuelle de 15,4 °C. Le cumul annuel moyen de précipitations est de 789 mm, avec 12,1 jours de précipitations en janvier et 7,4 jours en juillet. Pour la période 1991-2020, la température moyenne annuelle observée sur la station météorologique de Météo-France la plus proche, « St-christophe », sur la commune de Saint-Christophe-en-Boucherie à 10 km à vol d'oiseau, est de 11,9 °C et le cumul annuel moyen de précipitations est de 850,4 mm,. Pour l'avenir, les paramètres climatiques de la commune estimés pour 2050 selon différents scénarios d'émission de gaz à effet de serre sont consultables sur un site dédié publié par Météo-France en novembre 2022.

### Voies de communication et transports
Le territoire communal est desservi par les routes départementales : 51, 72 et 940.
La gare ferroviaire la plus proche est la gare de Châteauroux, à 33 km.
Lourouer-Saint-Laurent est desservie par la ligne E du Réseau de mobilité interurbaine.
L'aéroport le plus proche est l'aéroport de Châteauroux-Centre, à 36 km.

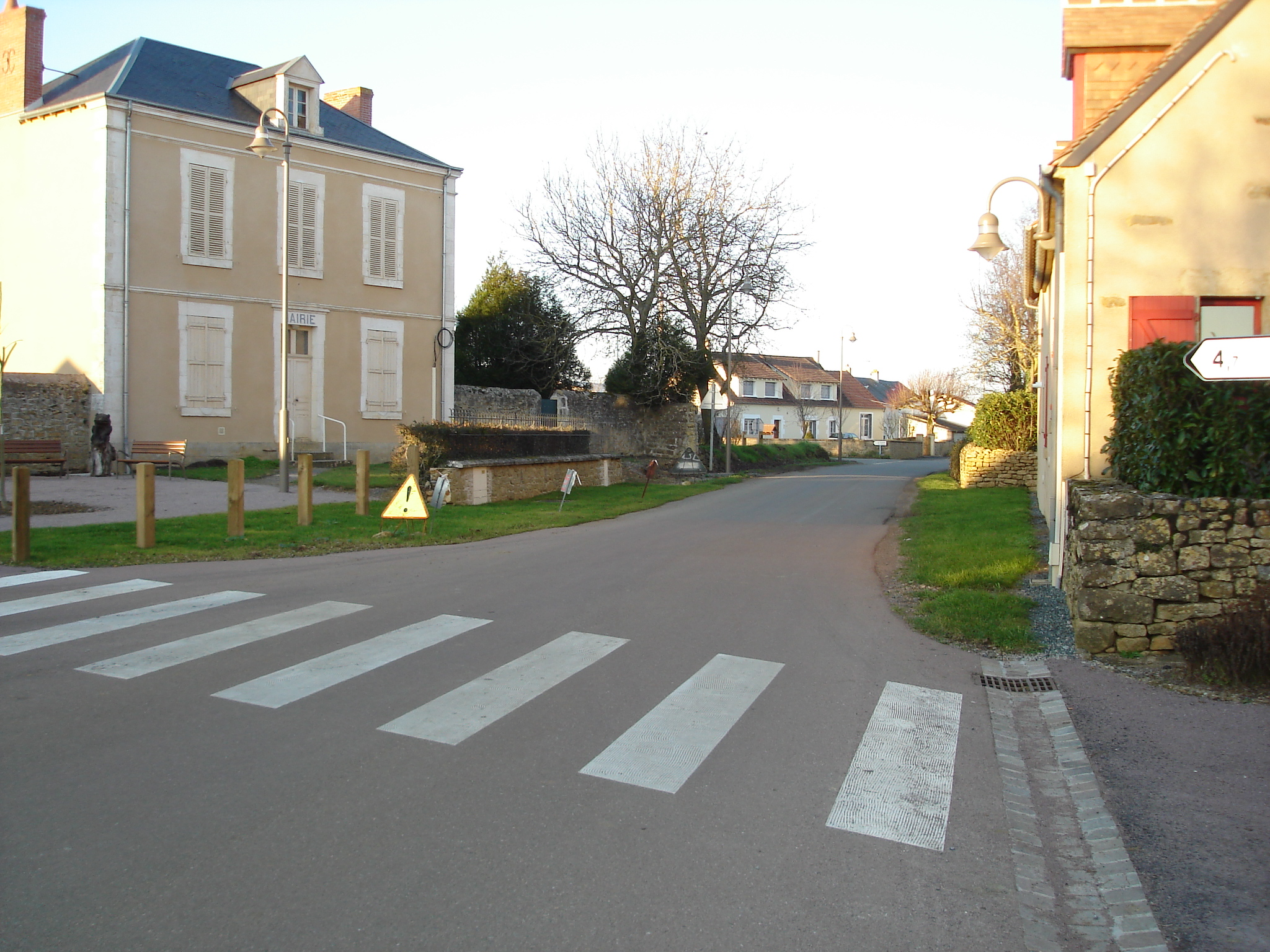
La route départementale 51 en 2012.

## Urbanisme

### Typologie
Au 1er janvier 2024, Lourouer-Saint-Laurent est catégorisée commune rurale à habitat dispersé, selon la nouvelle grille communale de densité à sept niveaux définie par l'Insee en 2022.
Elle est située hors unité urbaine. Par ailleurs la commune fait partie de l'aire d'attraction de La Châtre, dont elle est une commune de la couronne,. Cette aire, qui regroupe 14 communes, est catégorisée dans les aires de moins de 50 000 habitants,.

### Occupation des sols
L'occupation des sols de la commune, telle qu'elle ressort de la base de données européenne d’occupation biophysique des sols Corine Land Cover (CLC), est marquée par l'importance des territoires agricoles (100 % en 2018), une proportion identique à celle de 1990 (100 %). La répartition détaillée en 2018 est la suivante : 
terres arables (68 %), prairies (29,4 %), zones agricoles hétérogènes (2,6 %). L'évolution de l’occupation des sols de la commune et de ses infrastructures peut être observée sur les différentes représentations cartographiques du territoire : la carte de Cassini (XVIIIe siècle), la carte d'état-major (1820-1866) et les cartes ou photos aériennes de l'IGN pour la période actuelle (1950 à aujourd'hui).

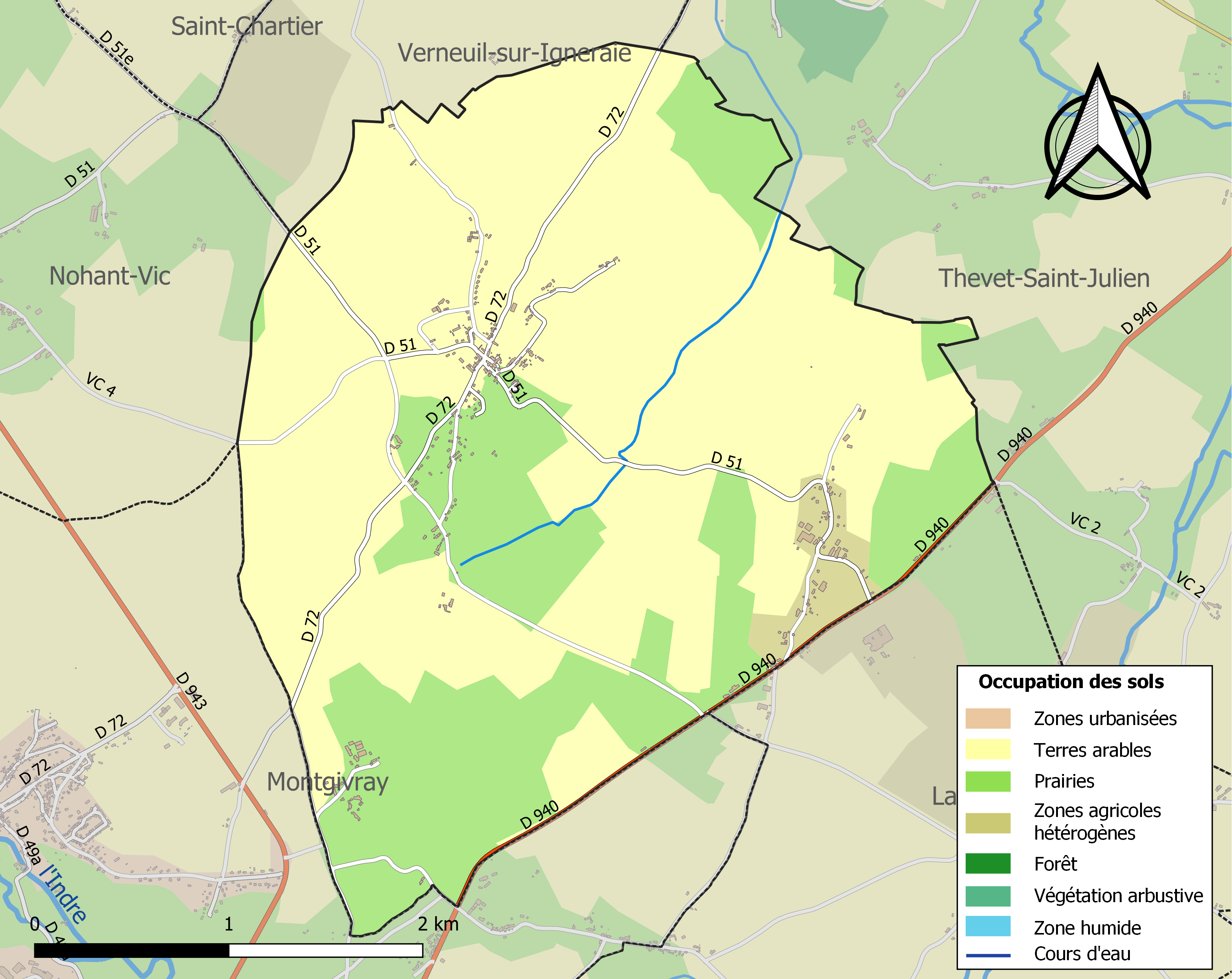
Carte des infrastructures et de l'occupation des sols de la commune en 2018 (CLC).

### Logement
Le tableau ci-dessous présente le détail du secteur des logements de la commune :
| Date du relevé                                              | 2013   | 2015   |
| Nombre total de logements                                   | 140    | 150    |
| Résidences principales                                      | 78,4 % | 76,1 % |
| Résidences secondaires                                      | 8,6 %  | 9,6 %  |
| Logements vacants                                           | 12,9 % | 14,3 % |
| Part des ménages propriétaires de leur résidence principale | 93,7 % | 93,7 % |

### Risques majeurs
Le territoire de la commune de Lourouer-Saint-Laurent est vulnérable à différents aléas naturels : météorologiques (tempête, orage, neige, grand froid, canicule ou sécheresse) et séisme (sismicité faible). Un site publié par le BRGM permet d'évaluer simplement et rapidement les risques d'un bien localisé soit par son adresse soit par le numéro de sa parcelle.

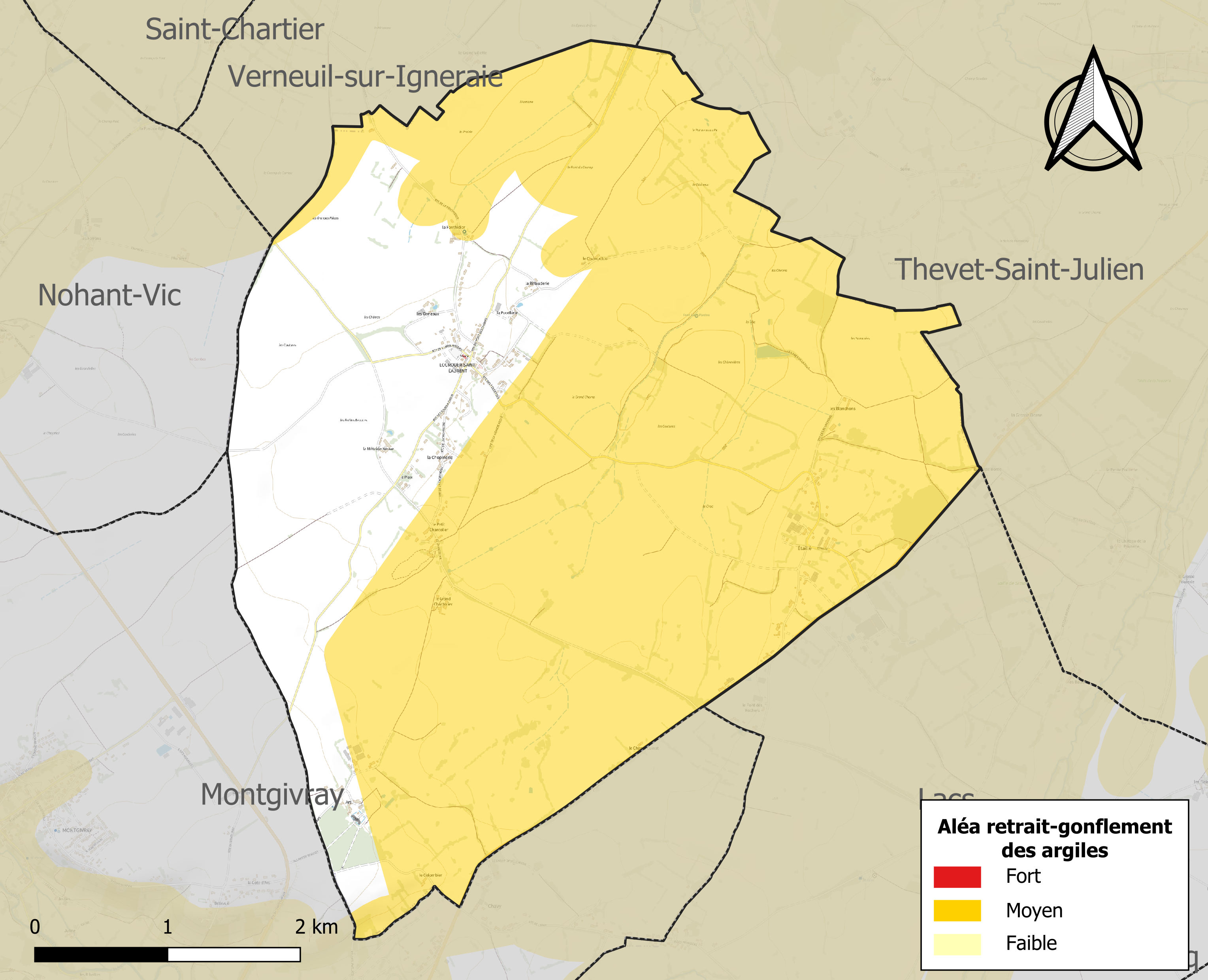
Carte des zones d'aléa retrait-gonflement des sols argileux de Lourouer-Saint-Laurent.

Le retrait-gonflement des sols argileux est susceptible d'engendrer des dommages importants aux bâtiments en cas d’alternance de périodes de sécheresse et de pluie. 72,6 % de la superficie communale est en aléa moyen ou fort (84,7 % au niveau départemental et 48,5 % au niveau national). Sur les 148 bâtiments dénombrés sur la commune en 2019, 53 sont en aléa moyen ou fort, soit 36 %, à comparer aux 86 % au niveau départemental et 54 % au niveau national. Une cartographie de l'exposition du territoire national au retrait gonflement des sols argileux est disponible sur le site du BRGM,.
Concernant les mouvements de terrains, la commune a été reconnue en état de catastrophe naturelle au titre des dommages causés par la sécheresse en 2009, 2016, 2018 et 2019 et par des mouvements de terrain en 1999.

## Toponymie
Le nom de la localité est attesté sous les formes decima de Oratorio et de Oratorio en 1249, de Oratorio Sancti Laurentii, Loroir au XIIIe siècle, Lourrouer en 1621.
Lourouer vient du latin oratorium, oratoire, lieu où l'on prie.
Ses habitants sont appelés les Oratiens.

## Politique et administration
La commune dépend de l'arrondissement de La Châtre, du canton de La Châtre, de la deuxième circonscription de l'Indre et de la communauté de communes de La Châtre et Sainte-Sévère.
| Période                                  | Période   | Identité        | Étiquette | Qualité                       |
| ---------------------------------------- | --------- | --------------- | --------- | ----------------------------- |
| 1953                                     | mars 1989 | Raymond Lejot   | ?         | Artisan plombier chauffagiste |
| mars 1989                                | mars 2001 | Georges Achilli | ?         | Professeur                    |
| mars 2001,                               | En cours  | Pascal Chéramy  | DVG       | Exploitant agricole           |
| Les données manquantes sont à compléter. |           |                 |           |                               |

## Population et société

### Démographie
L'évolution du nombre d'habitants est connue à travers les recensements de la population effectués dans la commune depuis 1793. Pour les communes de moins de 10 000 habitants, une enquête de recensement portant sur toute la population est réalisée tous les cinq ans, les populations de référence des années intermédiaires étant quant à elles estimées par interpolation ou extrapolation. Pour la commune, le premier recensement exhaustif entrant dans le cadre du nouveau dispositif a été réalisé en 2004.

En 2022, la commune comptait 250 habitants, en évolution de −9,09 % par rapport à 2016 (Indre : −3 %, France hors Mayotte : +2,11 %).
| 1793 | 1800 | 1806 | 1821 | 1831 | 1836 | 1841 | 1846 | 1851 |
| ---- | ---- | ---- | ---- | ---- | ---- | ---- | ---- | ---- |
| 500  | 420  | 345  | 380  | 366  | 393  | 386  | 381  | 376  |

| 1856 | 1861 | 1866 | 1872 | 1876 | 1881 | 1886 | 1891 | 1896 |
| ---- | ---- | ---- | ---- | ---- | ---- | ---- | ---- | ---- |
| 403  | 391  | 371  | 374  | 397  | 413  | 449  | 414  | 407  |

| 1901 | 1906 | 1911 | 1921 | 1926 | 1931 | 1936 | 1946 | 1954 |
| ---- | ---- | ---- | ---- | ---- | ---- | ---- | ---- | ---- |
| 401  | 401  | 383  | 363  | 368  | 361  | 349  | 311  | 286  |

| 1962 | 1968 | 1975 | 1982 | 1990 | 1999 | 2004 | 2006 | 2009 |
| ---- | ---- | ---- | ---- | ---- | ---- | ---- | ---- | ---- |
| 267  | 246  | 228  | 231  | 228  | 224  | 213  | 218  | 240  |

| 2014 | 2019 | 2022 | - | - | - | - | - | - |
| ---- | ---- | ---- | - | - | - | - | - | - |
| 266  | 261  | 250  | - | - | - | - | - | - |

### Enseignement
La commune dépend de la circonscription académique de La Châtre.

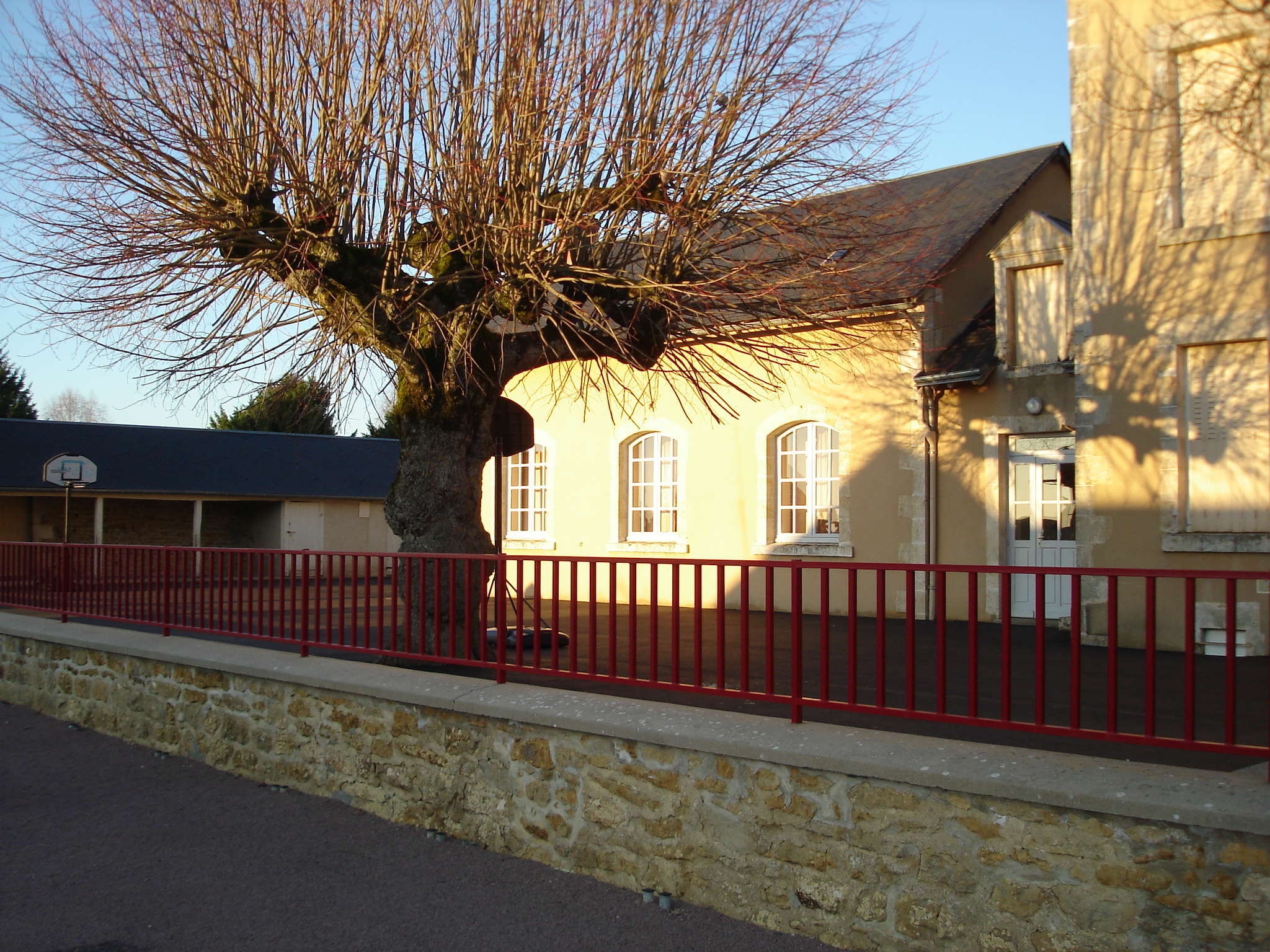
L'école élémentaire en 2012.

### Manifestations culturelles et festivités
Chaque année, depuis 1999 est organisée par le Comité des fêtes de Lourouer-Saint-Laurent, la « fête Motocœur ». C'est un rassemblement de motos et de motards. Entre autres actions, une collecte d'argent permet de recueillir des fonds pour aider un handicapé ou une association de handicapés. En 2012, le nombre de motos s'élevait à 1 190.

### Médias
La commune est couverte par les médias suivants : La Nouvelle République du Centre-Ouest, Le Berry républicain, L'Écho - La Marseillaise, La Bouinotte, Le Petit Berrichon, L'Écho du Berry, France 3 Centre, Berry Issoudun Première, Vibration, Forum, France Bleu Berry et RCF en Berry.

## Économie
La commune se situe dans l’aire urbaine de La Châtre, dans la zone d’emploi de Châteauroux et dans le bassin de vie de La Châtre.
La commune se trouve dans l'aire géographique et dans la zone de production du lait, de fabrication et d'affinage du fromage Valençay.

## Culture locale et patrimoine

### Lieux et monuments
- Château d'Ars, qui domine le village. Il date des XIVe et XVe siècles et est inscrit monument historique depuis le 24 avril 1926[37]. Il est propriété de la ville de La Châtre. Des expositions y ont lieu, ainsi que les Rencontres internationales de luthiers et maîtres sonneurs.

- Église Saint-Laurent[38] (XIIe siècle) : elle a subi plusieurs modifications et remaniements. Au XIIIe et XIVe siècles, l'abside romane a été détruite, et les murs de la nef ont été percés pour adjoindre les chapelles latérales. Une chapelle a été construite sur le mur sud du chœur au XVe ou XVIe siècle. L'avant-porche a été construit au XVIIIe siècle. L'église contient des fresques importantes, elles offrent un décor curieux par la superposition de peintures d'époques différentes. Par exemple, la scène de la crucifixion du registre supérieur du mur est de la nef est plus récente que le fragment de crucifixion qui subsiste dans le registre inférieur, à droite. L'église a été classée monument historique, ainsi que ses fresques du XIIe siècle et du XIIIe siècle pour les parties historiées, du XVe siècle pour les parties géométriques.

- Monument aux morts
- Cimetière

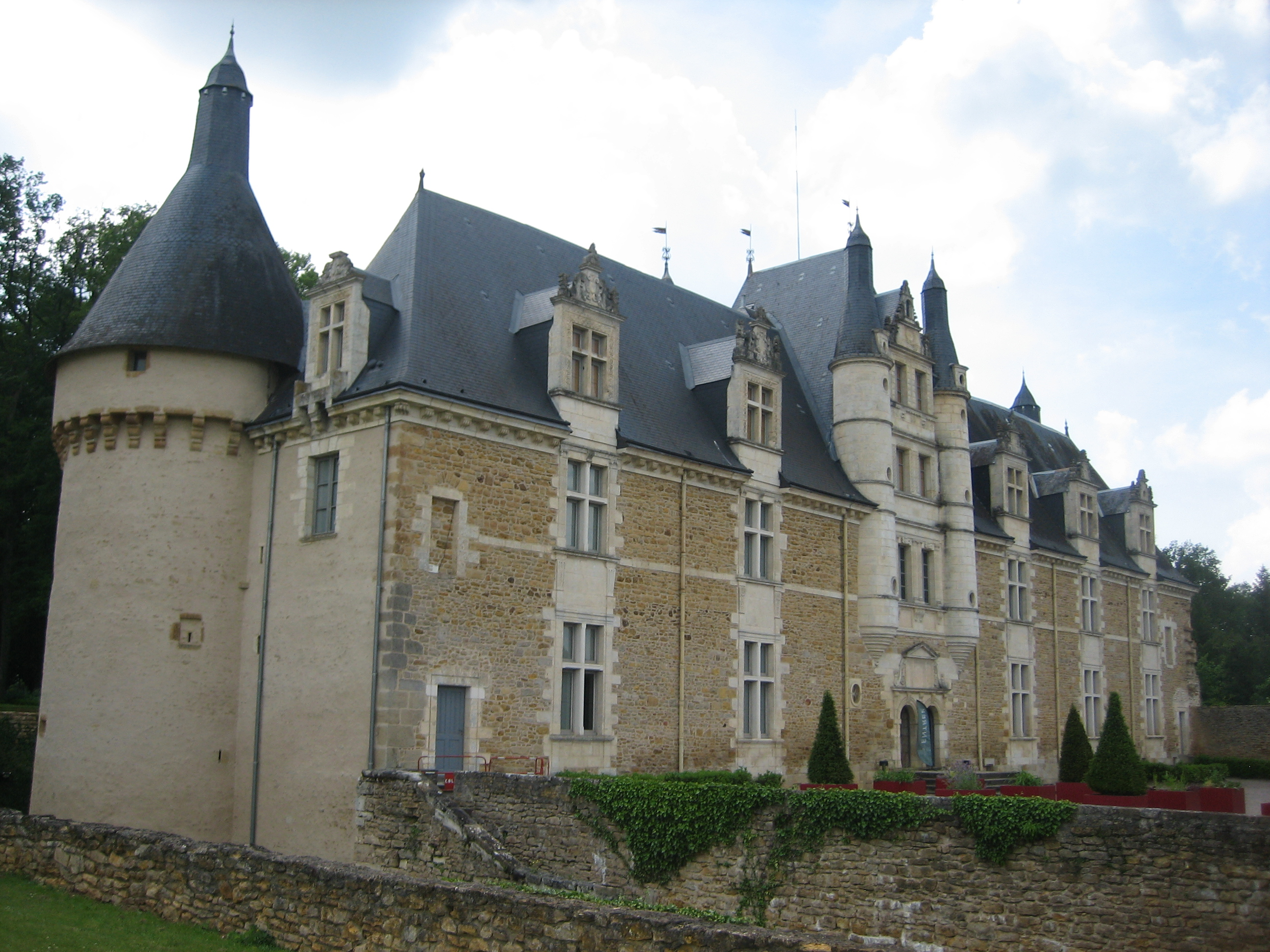
Le château d'Ars en 2012. en 2012.
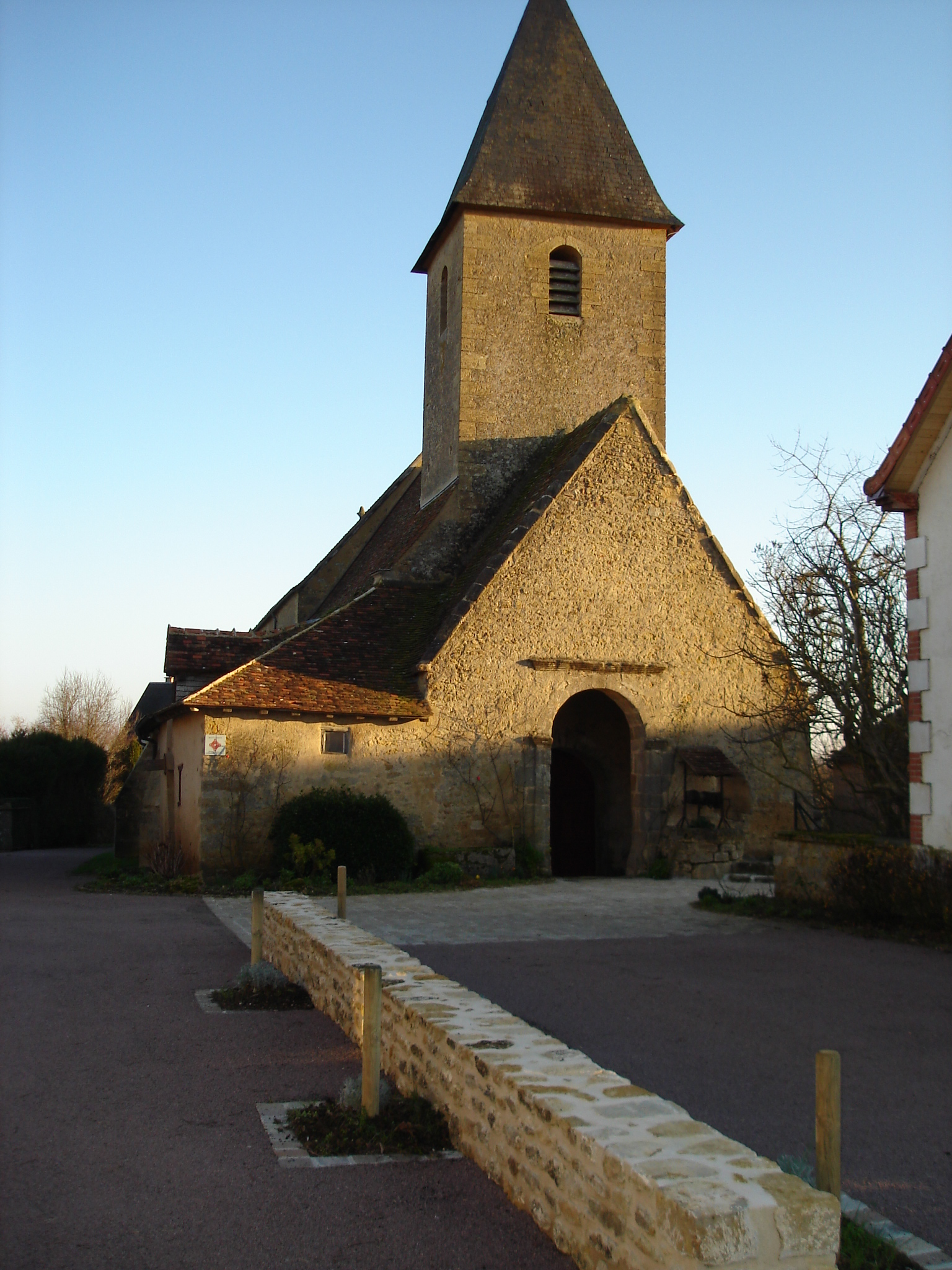
L'église Saint-Laurent en 2012.
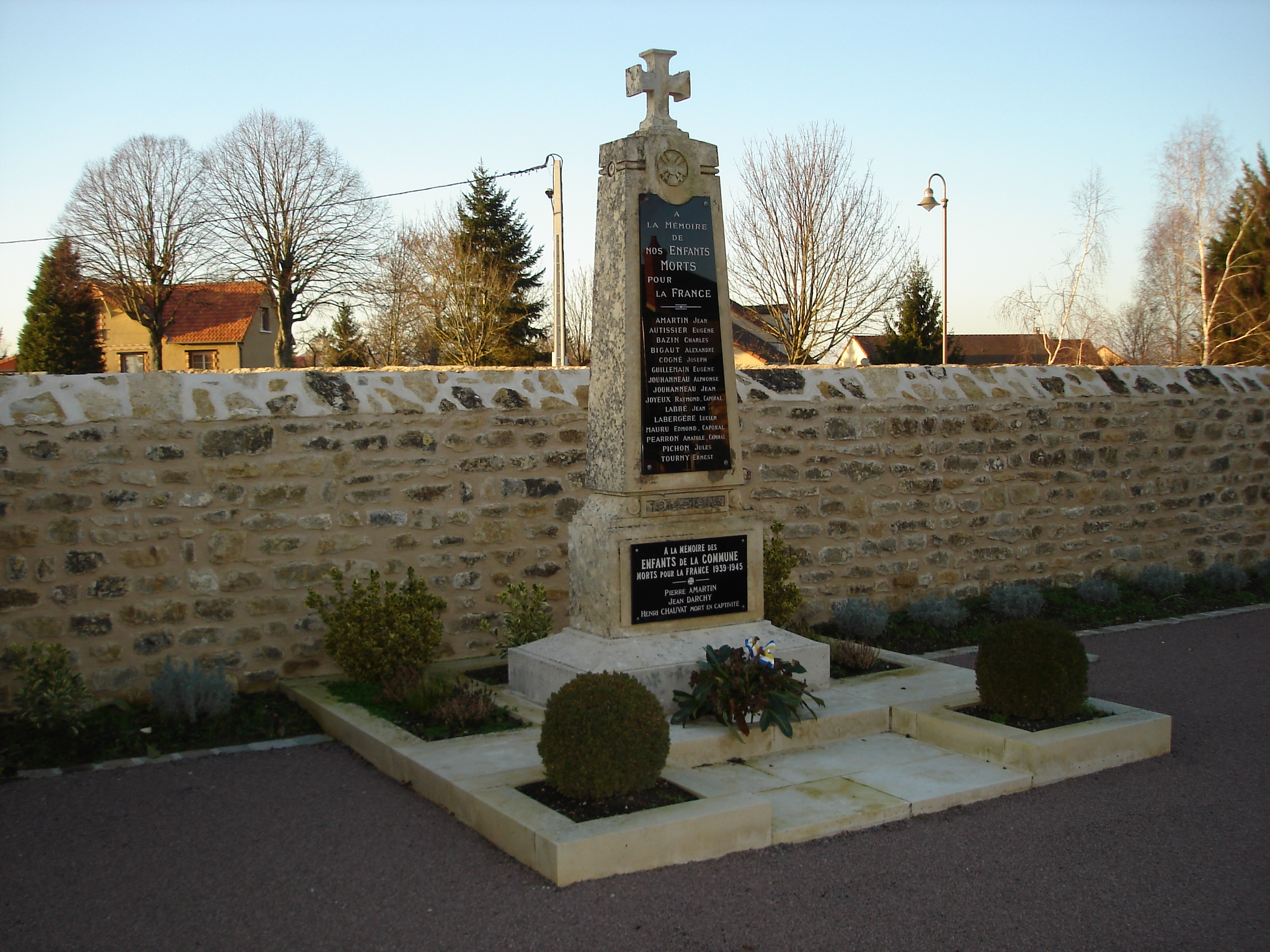
Le monument aux morts en 2012.
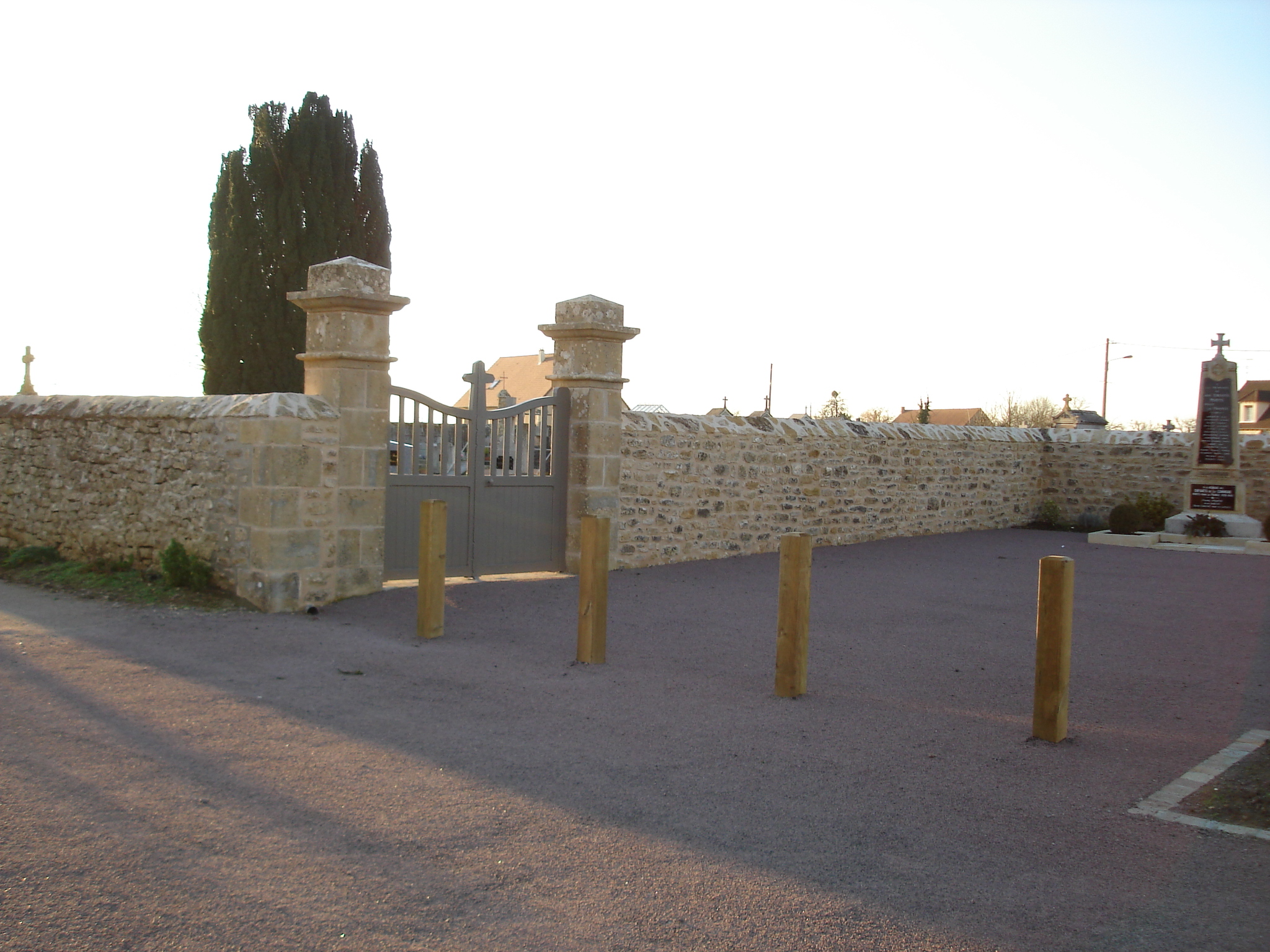
Le cimetière en 2012.

### Personnalités liées à la commune
- Gustave Papet (1812-1892), médecin, ami proche de George Sand, né et mort au château d'Ars, dont il était propriétaire.